# Новоабышево
Новоабышево — село в Тогучинском районе Новосибирской области. Входит в состав Завьяловского сельсовета.

## География
Площадь села — 132 гектаров.

## Население
| 2002 | 2007 | 2010 |
| ---- | ---- | ---- |
| 318  | ↗322 | ↘263 |

## Инфраструктура
В селе по данным на 2007 год функционируют 1 учреждение здравоохранения и 1 учреждение образования.